# Francesco d'Antonio da Viterbo
Francesco d'Antonio da Viterbo ou Francesco d'Antonio Zacchi da Viterbo dit Balletta (Viterbe, v. 1407 – v. 1476) est un peintre italien gothique qui fut actif au XVe siècle. 

## Biographie
Francesco d'Antonio Zacchi da Viterbo est documenté actif entre 1430 et 1464 en son atelier et domicile de la Piazza Santa Maria Nuova à Viterbe. 
Ses premiers travaux témoignent de l'influence de Bartolo di Fredi et de Taddeo di Bartolo.
Malgré la Renaissance, ses compositions restèrent fidèles à l'art gothique (affinité avec la peinture gothique tardive de Pise et de Sienne). 
En 1464 le pape Calixte III lui commissionna la peinture et la dorure du blason du château de Viterbe.
Des œuvres qui lui sont attribuées se trouvent à la Walters Art Museum de Baltimore et à Santa Maria Poggio à Viterbe. 
Son fils Gabriele (actif entre 1473 et 1483) a été aussi un peintre

## Œuvres

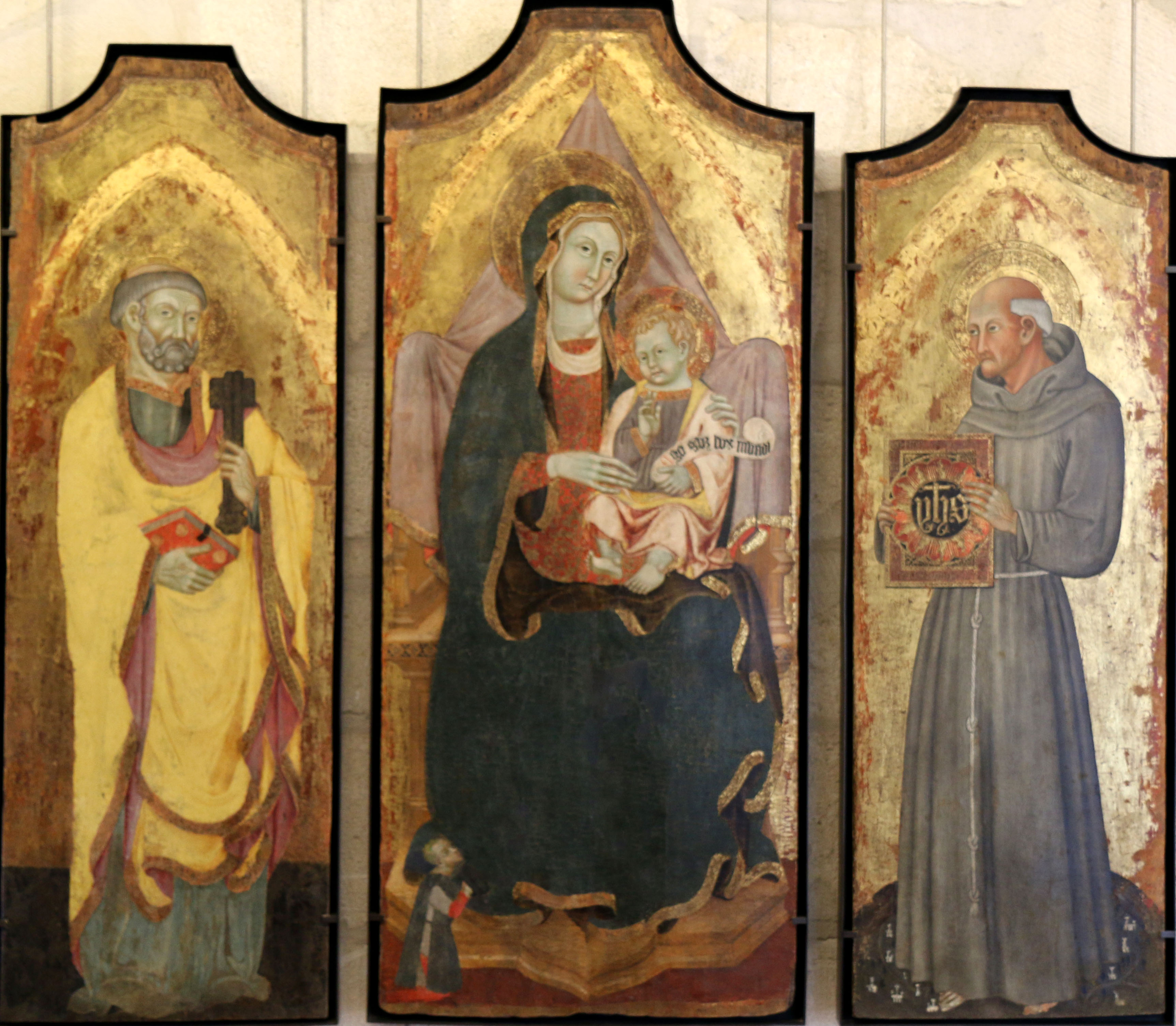
La Vierge et l'enfant, saint Pierre et saint Bernardin de Sienne
Musée du Petit Palais, Avignon

- Fresques, église San Eutizio, Carbognano.
- Vierge et l'Enfant assise avec des saints (1441), polyptyque, église San Giovanni in Zoccoli, Viterbe.
- Scènes de la vie de saint Jean l'évangéliste, prédelle, polyptyque San Giovanni in Zoccoli.
- Vierge et l'Enfant assise avec les saintes Rose et Catherine d'Alexandrie, polyptyque, église Santa Rosa, Viterbe.
- Vierge au chardonneret ou Vierge et Enfant sur un trône et le donateur, Museo Civico, Viterbe[1].
- Vierge à l'Enfant et anges musiciens,
- Vierge à l'Enfant avec sainte Catherine et des saints,
- Le Christ trônant, triptyque anciennement à Santa Maria Maggiore, maintenant à San Lorenzo, Tuscania.
- Crucifixion, fresque de la  chapelle de San Ambrogio, église  Santa Maria Nuova, Viterbe.
- Vierge à l'Enfant assise avec un pinson d'or, à l'origine à Santa Maria in Gradi, maintenant au  Musée Civique, Viterbe.
- Vierge à l'Enfant assise, fresque, église San Biagio, Tuscania.
- Saint Ambroise, San Ambrogio, Viterbe.
- La Vierge et l'Enfant, saint Pierre et saint Bernardin de Sienne, triptyque, musée du Petit Palais (Avignon)[2].

## Sources
- x